# Precis antilope
Precis antilope is een vlinder uit de familie Nymphalidae. De wetenschappelijke naam van de soort is voor het eerst geldig gepubliceerd in 1850 door Joachim Francois Philiberto de Feisthamel.